# Джасміт Фулка
Джасміт Сінгх Фулка (англ. Jasmit Singh Phulka; нар. 11 жовтня 1993, Абботсфорд, Британська Колумбія) — канадський борець вільного стилю, срібний та бронзовий призер Панамериканських чемпіонатів, дворазовий бронзовий призер Чемпіонатів Співдружності, бронзовий призер Ігор Співдружності.

## Життєпис
Боротьбою почав займатися з 2000 року. На початок кар'єри у боротьбі його надихнули сімейні впливи, зокрема його брат Чанміт, який був панамериканським чемпіоном з боротьби серед юніорів. У 2010 році здобув срібну медаль Панамериканського чемпіонату серед кадетів. Того ж року став чемпіоном Співдружності серед юніорів. Ставши першим канадцем, який коли-небудь виграв нагороду «Видатний молодий борець».
Виступає за борцівський клуб «BMW-Miri Piri». Тренер — Суча Сінгх Манн (2007—2011), Дейв Маккей (з 2011).
Окрім своєї борцівської кар'єри, Фулка також бере активну участь у громадській роботі, залучаючи молодь по всьому Нижньому материку.

## Спортивні результати на міжнародних змаганнях

### Виступи на Чемпіонатах світу
| Змагання                        | Збірна | Вагова категорія          | Місце |
| ------------------------------- | ------ | ------------------------- | ----- |
| Чемпіонат світу з боротьби 2018 | Канада | вільна боротьба, до 79 кг | 18    |
| Чемпіонат світу з боротьби 2019 | Канада | вільна боротьба, до 74 кг | 27    |
| Чемпіонат світу з боротьби 2021 | Канада | вільна боротьба, до 74 кг | 25    |
| Чемпіонат світу з боротьби 2022 | Канада | вільна боротьба, до 74 кг | 16    |
| Чемпіонат світу з боротьби 2023 | Канада | вільна боротьба, до 79 кг | 22    |

### Виступи на Панамериканських чемпіонатах
| Змагання                                   | Збірна | Вагова категорія          | Місце  |
| ------------------------------------------ | ------ | ------------------------- | ------ |
| Панамериканський чемпіонат з боротьби 2019 | Канада | вільна боротьба, до 79 кг | Бронза |
| Панамериканський чемпіонат з боротьби 2020 | Канада | вільна боротьба, до 74 кг | 7      |
| Панамериканський чемпіонат з боротьби 2021 | Канада | вільна боротьба, до 74 кг | 5      |
| Панамериканський чемпіонат з боротьби 2022 | Канада | вільна боротьба, до 74 кг | 8      |
| Панамериканський чемпіонат з боротьби 2023 | Канада | вільна боротьба, до 79 кг | Срібло |

### Виступи на Чемпіонатах Співдружності
| Змагання                                | Збірна | Вагова категорія          | Місце  |
| --------------------------------------- | ------ | ------------------------- | ------ |
| Чемпіонат Співдружності з боротьби 2013 | Канада | вільна боротьба, до 84 кг | Бронза |
| Чемпіонат Співдружності з боротьби 2017 | Канада | вільна боротьба, до 74 кг | Бронза |

### Виступи на Іграх Співдружності
| Змагання                | Збірна | Вагова категорія          | Місце  |
| ----------------------- | ------ | ------------------------- | ------ |
| Ігри Співдружності 2022 | Канада | вільна боротьба, до 74 кг | Бронза |

### Виступи на інших змаганнях
| Змагання                                                     | Збірна | Вагова категорія          | Місце  |
| ------------------------------------------------------------ | ------ | ------------------------- | ------ |
| Гран-прі Іспанії з боротьби 2013                             | Канада | вільна боротьба, до 84 кг | 13     |
| Кубок Канади з боротьби 2015                                 | Канада | вільна боротьба, до 86 кг | Срібло |
| Гран-прі Іспанії з боротьби 2015                             | Канада | вільна боротьба, до 86 кг | 5      |
| Кубок Канади з боротьби 2016                                 | Канада | вільна боротьба, до 74 кг | Срібло |
| Cerro Pelado International 2018                              | Канада | вільна боротьба, до 74 кг | 7      |
| Турнір міста Сассарі з боротьби 2018                         | Канада | вільна боротьба, до 74 кг | Золото |
| Відкритий чемпіонат Монголії з боротьби 2018                 | Канада | вільна боротьба, до 74 кг | Бронза |
| Гран-прі Іспанії з боротьби 2018                             | Канада | вільна боротьба, до 74 кг | Срібло |
| Henri Deglane Challenge 2019                                 | Канада | вільна боротьба, до 74 кг | 8      |
| Cerro Pelado International 2019                              | Канада | вільна боротьба, до 74 кг | 7      |
| Турнір міста Сассарі з боротьби 2019                         | Канада | вільна боротьба, до 74 кг | 7      |
| Кубок Канади з боротьби 2019                                 | Канада | вільна боротьба, до 74 кг | Золото |
| Меморіал Вацлава Циолковського 2019                          | Канада | вільна боротьба, до 74 кг | 12     |
| Олімпійський кваліфікаційний турнір з боротьби 2020 (Оттава) | Канада | вільна боротьба, до 74 кг | Бронза |
| Олімпійський кваліфікаційний турнір з боротьби 2020 (Софія)  | Канада | вільна боротьба, до 74 кг | 25     |
| Турнір міста Сассарі з боротьби 2021                         | Канада | вільна боротьба, до 74 кг | Срібло |
| Турнір Яшара Догу 2021                                       | Канада | вільна боротьба, до 74 кг | 8      |
| Турнір Яшара Догу 2021                                       | Канада | вільна боротьба, до 74 кг | 8      |
| Турнір міста Сассарі з боротьби 2022                         | Канада | вільна боротьба, до 74 кг | Золото |
| Кубок Канади з боротьби 2022                                 | Канада | вільна боротьба, до 79 кг | Золото |
| Гран-прі Іспанії з боротьби 2022                             | Канада | вільна боротьба, до 74 кг | 5      |
| Меморіал Кристьяна Палусалу 2022                             | Канада | вільна боротьба, до 74 кг | Бронза |
| Гран-прі Франції Анрі Деглана 2023                           | Канада | вільна боротьба, до 74 кг | 7      |
| Відкритий чемпіонат Загреба з боротьби 2023                  | Канада | вільна боротьба, до 74 кг | 19     |
| Турнір міста Сассарі з боротьби 2023                         | Канада | вільна боротьба, до 74 кг | 4      |
| Гран-прі Іспанії з боротьби 2023                             | Канада | вільна боротьба, до 74 кг | 5      |
| Меморіал Вацлава Циолковського 2023                          | Канада | вільна боротьба, до 74 кг | 14     |

### Виступи на змаганнях молодших вікових груп
| Змагання                                                 | Збірна | Вагова категорія          | Місце  |
| -------------------------------------------------------- | ------ | ------------------------- | ------ |
| Панамериканський чемпіонат з боротьби серед кадетів 2010 | Канада | вільна боротьба, до 76 кг | Срібло |
| Чемпіонат Співдружності з боротьби серед юніорів 2010    | Канада | вільна боротьба, до 69 кг | Золото |
| Чемпіонат світу з боротьби серед юніорів 2012            | Канада | вільна боротьба, до 84 кг | 14     |
| Чемпіонат світу з боротьби серед юніорів 2013            | Канада | вільна боротьба, до 84 кг | 13     |